# NGC 5101
NGC 5101 је спирална галаксија у сазвежђу Хидра која се налази на NGC листи објеката дубоког неба.
Деклинација објекта је - 27° 25' 51" а ректасцензија 13h 21m 46,0s. Привидна величина (магнитуда) објекта NGC 5101 износи 10,5 а фотографска магнитуда 11,4. Налази се на удаљености од 27,4000 милиона парсека од Сунца. NGC 5101 је још познат и под ознакама ESO 508-58, MCG -4-32-8, UGCA 351, AM 1319-271, IRAS 13190-2709, PGC 46661.